# Уберландия
Уберландия (порт. Uberlândia) — город и муниципалитет в Бразилии, входит в штат Минас-Жерайс. Составная часть мезорегиона Триангулу-Минейру-и-Алту-Паранаиба. Находится в составе крупной городской агломерации. Входит в экономико-статистический микрорегион Уберландия.
Население составляет 713 232 человек на 2022 год. Занимает площадь 4115,206 км². Плотность населения — 173,3 чел./км².

## История
Город основан 31 августа 1888 года.

## Статистика
- Валовой внутренний продукт на 2005 год составляет 9 190 673 074,00 реалов (данные: Бразильский институт географии и статистики).
- Валовой внутренний продукт на душу населения на 2005 год составляет 15 704,00 реалов (данные: Бразильский институт географии и статистики).
- Индекс развития человеческого потенциала на 2006 год составляет 0,833 (данные: Программа развития ООН).

## География
Климат местности: горный тропический. В соответствии с классификацией Кёппена, климат относится к категории Cwa.

## Спорт
В городе существует футбольный клуб «Уберландия». Его домашним стадионом является «Парке ду Сабия».

## Галерея

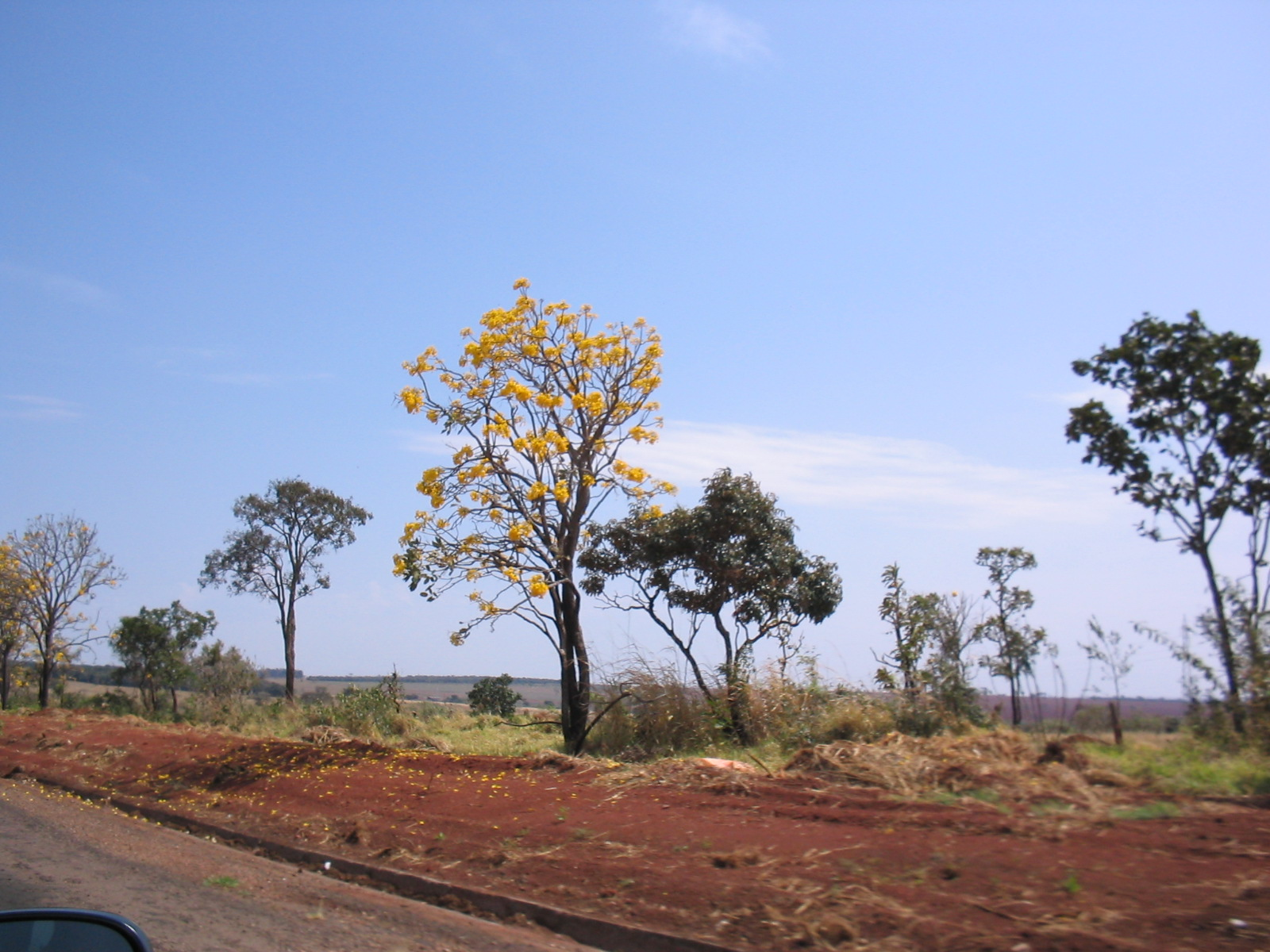
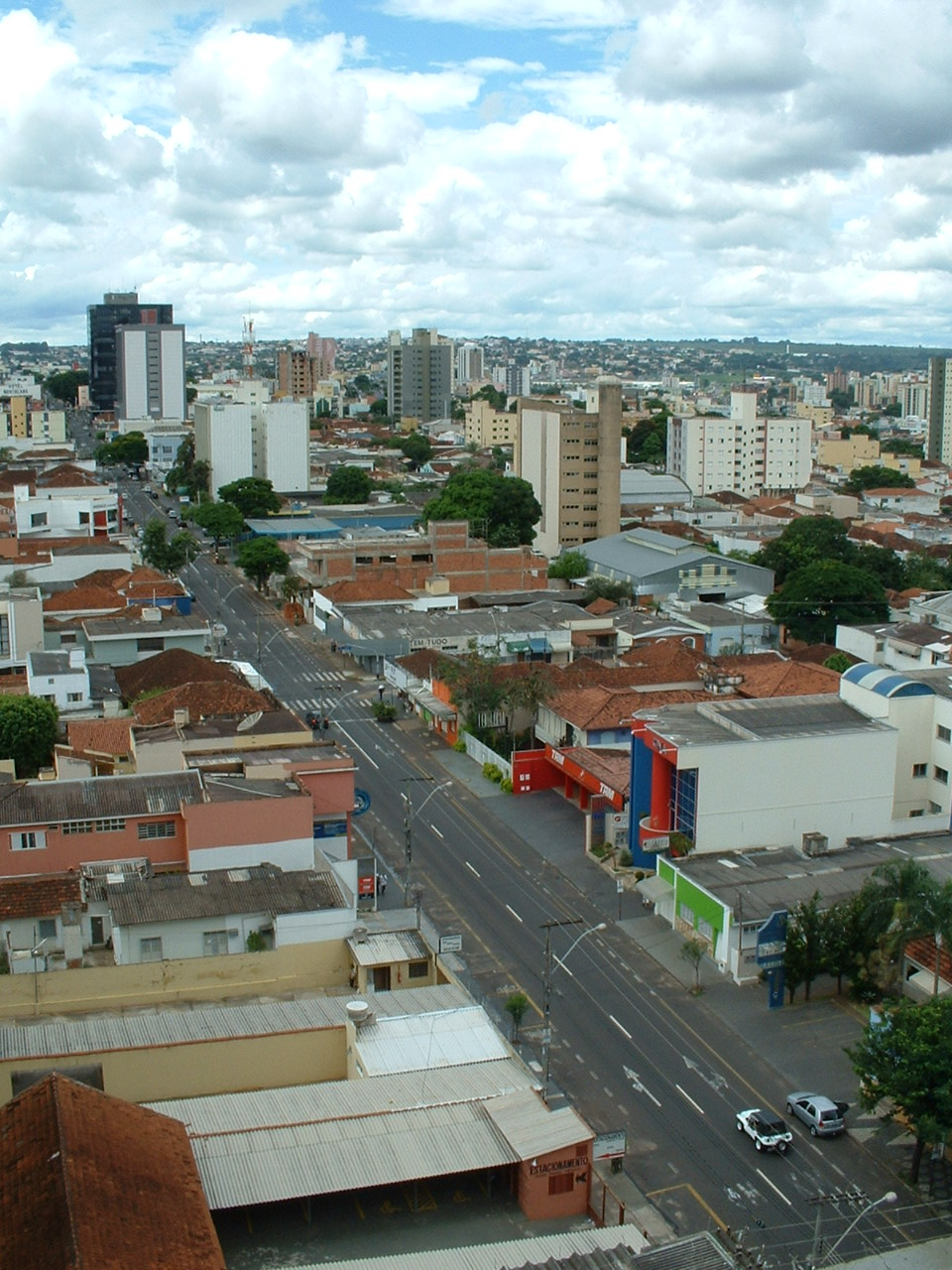